# Vodice (Lhenice)
Vodice je vesnice a část městyse Lhenice v okrese Prachatice v Jihočeském kraji. Protáhlá svažitá náves si zachovala prakticky nenarušený vzhled ze druhé poloviny 19. století a několik hodnotných objektů se zachovalo i mimo ni. Historická část vsi je proto vesnickou památkovou rezervací.

## Historie
První písemná zmínka o vesnici pochází z roku 1400.

## Obyvatelstvo
| Rok            | 1869 | 1880 | 1890 | 1900 | 1910 | 1921 | 1930 | 1950 | 1961 | 1970 | 1980 | 1991 | 2001 | 2011 | 2021 |
| -------------- | ---- | ---- | ---- | ---- | ---- | ---- | ---- | ---- | ---- | ---- | ---- | ---- | ---- | ---- | ---- |
| Počet obyvatel | 294  | 261  | 233  | 229  | 245  | 260  | 234  | 142  | 128  | 113  | 106  | 88   | 65   | 53   | 61   |
| Počet domů     | 46   | 47   | 48   | 41   | 41   | 41   | 41   | 45   | 33   | 30   | 27   | 40   | 42   | 41   | 42   |

## Obecní správa
Při sčítání lidu v letech 1850–1899 Vodice byla osadou obce Vadkov v okrese Prachatice. V letech 1900–1929 byla osadou obce Třešňový Újezdec v okrese Prachatice. V letech 1930–1963 byla 
samostatnou obcí v okrese Prachatice. Od roku 1964 je částí městyse Lhenice v okrese Prachatice.

## Pamětihodnosti
- Usedlost čp. 1, 2, 3, 4, 6, 18 a 19
- Usedlost čp. 20 (bez stodoly)
- Usedlost čp. 25
- Kovárna čp. 26
- Dub u Vadkovského potoka, památný strom severozápadně od vesnice, na levém břehu Vadkovského potoka zhruba 250 metrů pod Koubovským rybníkem